# Tennistoernooi van Moskou 2014
|                                                      |  |                                    |
| Anastasija Pavljoetsjenkova, winnares bij de vrouwen |  | Marin Čilić, winnaar bij de mannen |

Het tennistoernooi van Moskou van 2014 werd van 13 tot en met 19 oktober 2014 gespeeld op de hardcourt-binnenbanen van het oude Olympisch stadion Olimpijskij in de Russische hoofdstad Moskou. De officiële naam van het toernooi was Kremlin Cup.
Het toernooi bestond uit twee delen:
- WTA-toernooi van Moskou 2014, het toernooi voor de vrouwen
- ATP-toernooi van Moskou 2014, het toernooi voor de mannen

## Toernooikalender
| Moskou            | oktober 2014 | oktober 2014 | oktober 2014 | oktober 2014 | oktober 2014 | oktober 2014 | oktober 2014 | oktober 2014 |
| Moskou            | maa 13       | din 14       | woe 15       | woe 15       | don 16       | vrĳ 17       | zat 18       | zon 19       |
| ----------------- | ------------ | ------------ | ------------ | ------------ | ------------ | ------------ | ------------ | ------------ |
| vrouwenenkelspel  | 1e ronde     | 1e ronde     | 1e ronde     | 2e ronde     | 2e ronde     | kwartfinale  | halve finale | finale       |
| vrouwendubbelspel | 1e ronde     | 1e ronde     | 1e ronde     | 1e ronde     | 2e ronde     | halve finale | finale       |              |
| mannenenkelspel   | 1e ronde     | 1e ronde     | 1e ronde     | 2e ronde     | 2e ronde     | kwartfinale  | halve finale | finale       |
| mannendubbelspel  | 1e ronde     | 1e ronde     | 1e ronde     | 1e ronde     | 2e ronde     | halve finale |              | finale       |

ATP-toernooi van Moskou – WTA-toernooi van Moskou

1996 · 1997 · 1998 · 1999 · 2000 · 2001 · 2002 · 2003 · 2004 · 2005 · 2006 · 2007 · 2008 · 2009 · 2010 · 2011 · 2012 · 2013 · 2014 · 2015 · 2016 · 2017 · 2018 · 2019 · 2020 · 2021